# Мазаренов драгуљ
„Мазаренов драгуљ” (енгл. The Adventure of the Mazarin Stone) је једна од 56 приповедака о Шерлоку Холмсу које је написао Артур Конан Дојл и једна је од дванаест прича у циклусу сакупљеном као Архива Шерлока Холмса (1927). Први пут је објављена у британском часопису The Strand Magazine у октобру 1921, као и у америчком часопису Hearst's International месец дана касније.

## Радња
Доктор Вотсон стиже у Улицу Бејкер 221б где му дечак Били показује воштану фигуру Шерлока Холмса постављену поред прозора са навученим завесама у дневној соби. Фигура ствара силуету на завеси која је, посматрана споља, непогрешиви профил Шерлока Холмса. Користећи овај визуелни трик, Холмс има за циљ да да савршену мету потенцијалном убици са пушком. Холмс именује свог убицу као грофа Негрета Силвијуса, крадљивца дијаманата којег је пратио прерушен. Даје Вотсону адресу криминалца, а затим шаље доктора по полицију. Док гроф стиже, Холмс натера Билија да га позове унутра, а затим га хвата из заседе када овај покуша да нападне фигуру. Холмс тада нуди грофу и његовом помагачу, боксеру Сему Мертону, слободу ако се одрекну драгуља, или затвор ако одбију.
Позива их да направе договор док он свира виолину у суседној соби. Када гроф одлучи да поново превари Холмса и извади драгуљ из свог тајног џепа да покаже Сема на светлу прозора, детектив скочи из столице где се налазила његова реплика и зграби драгуљ вредан 100 хиљада фунти. У његовов спаваћој соби налази се укључени грамофон и тајни пролаз иза завесе.
Након што је полиција одвела криминалце, долази лорд Кантлемер. За разлику од премијера и министра унутрашњих послова, он није желео Холмса. Када инсистира на хапшењу онога код кога је пронађен драгуљ, он га проналази у сопственом џепу – где га је Холмс кришом ставио – и извињава се.

## Необични аспекти
Ово је једна од само две приче Конана Дојла о Холмсу, не рачунајући неколико шаљивих вињета, које су написане у трећем лицу. Друга је „Његов последњи подвиг”. „Мазаренов драгуљ” је написан на овај начин јер је адаптиран из позоришне представе Крунски дијамант, у којој се Вотсон готово није појављивао. Позоришна адаптација такође објашњава зашто је радња у овој причи ограничена на једну просторију. Преокрет у којем Холмс открива да је слушао двојицу криминалаца док су слободно разговарали такође не би био могућ користећи нарацију у првом лицу.
Крунски дијамант, са поднасловом Вече са Шерлоком Холмсом, први пут је изведен 2. маја 1921. на бристолском хиподрому, а написан је пре ове приповетке, која је први пут објављена у октобру 1921. године. Међутим, историчари се не слажу око тога када је представа написана, а неки верују да је написана почетком 1921. док други верују да је написана годинама раније. У оригиналној представи, негативац је био Холмсов непријатељ, пуковник Себастијан Моран из приповетке „Празна кућа”, а не гроф Негрето Силвијус.
Према Леслију С. Клингеру, назив који се користи за описивање „Мазареновог драгуља” у овој приповеци указује на то да је камен некада припадао кардиналу Жилу Мазарену, који је, након своје смрти 1661. године, завештао француском монарху колекцију од осамнаест дијаманата, касније названих „Мазаренови дијаманти”. Име „Мазарен” се не помиње у оригиналној представи, иако је камен описан као жути крунски дијамант и у представи и у приповеци.

## Историја објављивања
Приповетка је објављена у британском часопису The Strand Magazine у октобру 1921, као и у америчком часопису Hearst's International у новембру исте године. Прича је објављена са три илустрације Алфреда Гилберта у часопису The Strand, и са четири илустрације Фредерика Дора Стила у часопису Hearst's International. Уврштена је у збирку кратких прича Архива Шерлока Холмса, која је објављена у Уједињеном Краљевству и САД у јуну 1927. године.

## Адаптације

### Филм и телевизија
Кратки неми филм заснован на овој причи објављен је 1923. као део филмског серијала о Шерлоку Холмсу са Еје Норвудом у улози Холмса и Хјубертом Вилисом као Вотсоном.
Епизода BBC-јевог програма За децу адаптирала је ову причу за телевизију 1951. године. Са Ендруом Озборном као Холмсом и Филипом Кингом као Вотсоном, верује се да ниједан снимак није сачуван.
Ова прича је у великој мери преправљена за серију Авантуре Шерлока Холмса 1994. године. Спојена је са другом причом, „Три Гаридеба”. Најуочљивија промена је та што се Холмс не појављује осим у прологу и последњој сцени (глумац Џереми Брет је био одсутан због болести). Мајкрофт Холмс (Чарлс Греј) је тај који преузима случај украденог драгуља, док је Вотсон задржан да истражи мистерију Гаридеба.
Ова приповетка је адаптирана као „Авантура Мазареновог чипа” у анимираној телевизијској серији Шерлок Холмс у 22. веку из 2001. године.

### Радио
Едит Мејзер је адаптирала ову приповетку као епизоду америчке радио-серије Авантуре Шерлока Холмса. Епизода је емитована 9. фебруара 1931, са Ричардом Гордоном у улози Шерлока Холмса и Лијем Ловелом као др Вотсоном. Још једна драматизација приче коју је адаптирала Мејзерова емитована је 23. маја 1936. (са Гордоном као Холмсом и Харијем Вестом као Вотсоном).
Мејзерова је такође адаптирала ову причу за епизоде америчке радио-серије Нове авантуре Шерлока Холмса која су емитоване 5. јануара 1941. (са Бејзилом Ратбоном као Холмсом и Најџелом Брусом као Вотсоном) и 4. јануара 1948. (са Џоном Стенлијем као Холмсом и Алфредом Ширлијем као Вотсоном).
Две BBC радио адаптације приче емитоване су као део радио-серије из 1952–1969, у којој су глумили Карлтон Хобс као Шерлок Холмс и Норман Шели као др Вотсон. Прва је емитована 2. децембра 1954. на станици BBC Home Service, а драматизовао ју је Феликс Фелтон, са Ралфом Труманом као грофом Негретом Силвијусом. Друга је емитована 4. септембра 1962. на BBC Light програму, а драматизовао ју је Мајкл Хардвик, са Френсисом де Волфом као грофом Силвијусом.
Приповетка је драматизован за BBC Radio 4 током 1994. године од стране Берта Кулса као део радио-серије из 1989–1998. у којој су глумили Клајв Мерисон као Холмс и Мајкл Вилијамс као Вотсон. Поред њих су се појавили Ентони Бејт као лорд Кантлемер и Најџел Ентони као гроф Силвијус.
Године 2006, прича је адаптирана за радио као део Класичних авантура Шерлока Холмса, серије у америчкој радио-емисији Imagination Theatre, са Џоном Патриком Лоуријем као Холмсом и Лоренсом Албертом као Вотсоном.